# Parafia św. Aleksego w Przedborzu
Parafia św. Aleksego w Przedborzu – parafia rzymskokatolicka dekanatu przedborskiego w diecezji radomskiej.

## Historia
W średniowieczu Przedbórz, usytuowany przy brodzie nad Pilicą, należał do parafii Policzko, a dochody z przeprawy przez rzekę czerpane były przez klasztor w Trzemesznie. W Przedborzu prawdopodobnie ok. 1278 powstała kaplica. W osadzie bywał Bolesław Wstydliwy wraz ze swą świtą oraz z żoną Kunegundą. Prawdopodobnie na jej polecenie kaplicę wybudował Jacek Aleksy Sadykierz, ku czci patrona św. Aleksego, jej dziadka cesarza Aleksego Komnena. Po wielkim pożarze w 1341 Kazimierz Wielki odnowił Przedbórz, wzniósł zamek i dobudował do świątyni wieżę z czerwonego piaskowca. W tym samym roku parafia z Policzka została przeniesiona do Przedborza przez abp. Jarosława Bogorię Skotnickiego. W 1512 parafia miała proboszcza, dwóch wikariuszy oraz wikarego w dawnym kościele w Policzku. W 1683 kościół uległ spaleniu. W latach 1683–1695 odbudowano i powiększono kościół wznosząc kaplicę św. Mikołaja dzięki fundacji Mikołaja Siemieńskiego. Wskutek kolejnych pożarów wieża Kazimierza Wielkiego została obniżona. Kościół został zniszczony w 1834 przez pożar i odbudowany na nowo kosztem rządu. Po I wojnie światowej kościół był odbudowywany staraniem ks. Antoniego Ręczajskiego. Ostatnio remontowany był w latach 1974-1978 staraniem ks. Jana Oktobrowicza. W latach 1994–1997 został pokryty blachą miedzianą staraniem ks. Stanisława Szczypiora. Kościół jest w stylu gotyckim, w ciągu wieków wielokrotnie przebudowywany, obecnie w większości barokowy, jest budowlą orientowaną, wzniesioną z kamienia i cegły. W centrum głównego ołtarza znajduje się łaskami słynący obraz Matki Bożej z Dzieciątkiem z tytułem Matki Bożej Serdecznej, sprowadzony z Krakowa przez ks. Adriana Barskiego w 1618.

## Proboszczowie (lista niepełna)
- 1867-1877 – ks. Józef Szpaderski
- 1877-1891 – ks. kan. Ludwik Żmudowski
- 1891-1917 – ks. kan. Alfons Bułakowski
- 1917-1919 – ks. Antoni Aksamitowski
- 1919-1923 – ks. Walenty Skarżyński
- 1923-1942 – ks. prał. Antoni Ręczajski
- 1942-1970 – ks. kan. Władysław Nowakowski
- 1970-1986 – ks. kan. Jan Oktobrowicz
- 1986-1990 – ks. prał. Wacław Tomczyk
- 1990-2012 – ks. kan. Stanisław Szczypior
- od 2012 – ks. kan. Henryk Dziadczyk

## Zasięg parafii
Do parafii należą wierni z miejscowości: Brzostek, Chałupy, Gaj, Grobla, Jabłonna, Ludwików, Miejskie Pola, Nosalewice, Budy Nosalewickie, Policzko, Przyłanki, Rączki, Taras, Wojciechów, Wola Przedborska, Wygwizdów, Wymysłów, Zuzowy i Gaj Zuzowski.

## Znani duchowni pochodzący z parafii
- bp Stanisław Dziuba OSPPE - biskup diecezji Umzimkulu w Południowej Afryce
- Hadrian Lizińczyk OSPPE - były administrator Klasztoru Paulinów w Krakowie na Skałce (brat matki o. bpa Stanisława Dziuby)
- Tadeusz Lizińczyk OSPPE - prowincjał zakonu Paulinów w USA (jego ojciec był bratem o. Hadriana)
- ks. kan. Jarosław Nowak - dyrektor redakcji katolickiej TVP. Jego brat Wojciech jest w zakonie kamedułów

## Pozostali duchowni pochodzący z parafii (lista niepełna)
- Krzysztof Dziuba, Marek Migocki, Piotr Borciuch, Tadeusz Lizińczyk (diecezjalny), Jan Kularski, Andrzej Margas, Piotr Skowroński, Paweł Piwowarczyk, Konrad Resiak, Adam Włodek, Piotr Sinkiewicz, Tomasz Orłowski, Stanisław Krawczyk, Eugeniusz Wrzeszcz, Mieczysław Bobras, Witold Dobrzański, Wiesław Zalas, Antoni Kochanowski, Roman Kuna, Przemysław Ilnicki, Jacek Małecki, Wojciech Nowak EC (brat Jarosława)